# دوبال‌میوه زبره
دوبال‌میوه زبره (نام علمی: Dipterocarpus hispidus) نام یک گونه از سرده دوبال‌میوه‌ها است.